# Aubrey Plaza
Aubrey Christina Plaza (26 de junho de 1984) é uma atriz, produtora e comediante norte-americana, mais conhecida por interpretar April Ludgate na sitcom Parks and Recreation, e também, por ser a personagem Rio Vidal ("Morte") na série da Marvel Studios, Agatha All Along.

## Carreira
Plaza nasceu em Wilmington, Delaware, filha de Bernadette, uma advogada, e David Plaza, um consultor financeiro. Ela tem duas irmãs, Renee e Natalie. Seu pai é de origem porto-riquenha e sua mãe é descendente de irlandeses.
Aos 20 anos, Plaza sofreu um acidente vascular cerebral que causou paralisia temporária e afasia expressiva. Alguns anos mais tarde, ela teve um acidente isquêmico transitório enquanto estava no set de Parks and Recreation.
Aubrey trabalhou em vários estados e chegou a ter um emprego na NBC como page. No começo da carreira, ela trabalhou com comédia e improvisação no Teatro Upright Citizens Brigade, em Nova Iorque. Plaza estreou numa série online chamada The Jeannie Tate Show e também teve um papel em Mayne Street, por Robin Gibney na ESPN. Ela ainda apareceu no primeiro episódio de "Terrible Decisions with Ben Schwartz" no programa Funny or Die.
Em 2012, Plaza teve seu primeiro papel de destaque em um filme, junto com Mark Duplass, na comédia Safety Not Guaranteed. Sua performance foi muito elogiada e Gary Thompson do The Philadelphia Inquirer questionou se esse papel estava fora do seu papel de "desleixada", mas achou seu desempenho "atraente".
No Festival Sundance de Cinema de janeiro de 2014, o filme de Plaza, Life After Beth, que foi escrito e dirigido pelo seu então namorado Jeff Baena, estreou. Plaza também fez a voz de Grumpy Cat no filme da Lifetime intitulado Grumpy Cat's Worst Christmas Ever (2014).
Entre 2009 e 2015, ela fez o papel de April Ludgate em Parks and Recreation. Este papel lhe rendeu reconhecimento mundial e catapultou sua carreira. Desde então, ela trabalhou em diversos seriados, filmes e produções de entretenimento.
Em 2024, interpretou a personagem Rio Vidal, que depois descobriu-se ser a Morte, em Agatha All Along, série produzida pela Marvel Studios.

## Filmografia

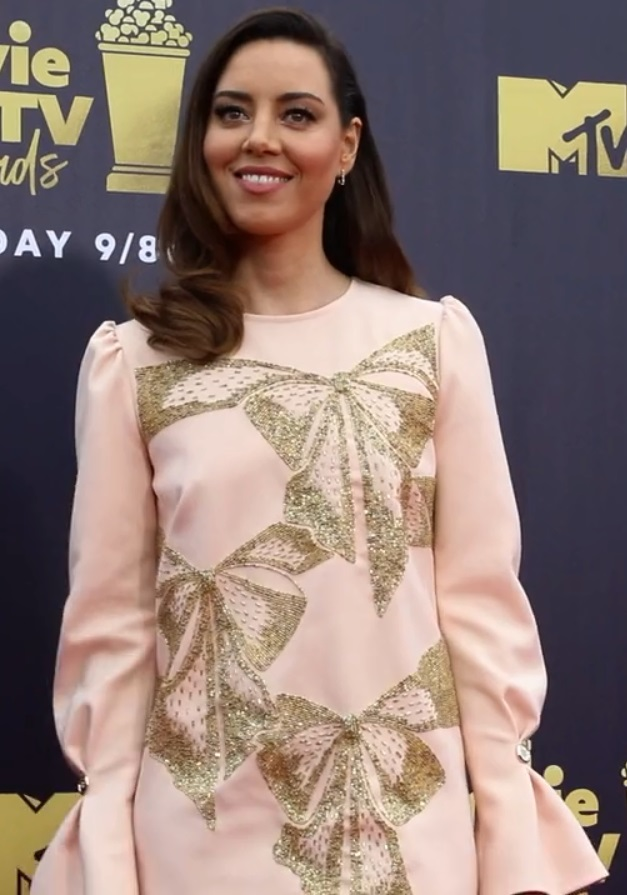
Aubrey no Prêmios MTV Movie & TV de 2019.

### Cinema
- 2006 - Killswitch (Curta-metragem)
- 2006 - In Love (Curta-metragem)
- 2008 - Funny People
- 2009 - Mystery Team
- 2010 - Scott Pilgrim vs. the World
- 2011 - Ten Years
- 2011 - Damsels in Distress
- 2011 - Someday This Pain Will Be Useful to You
- 2012 - Safety Not Guaranteed
- 2012 - The End of Love
- 2013 - A Glimpse Inside the Mind of Charles Swan III
- 2013 - Charlie Countryman
- 2013 - The To Do List
- 2013 - Monsters University
- 2013 - She Said, She Said (Curta-metragem)
- 2013 - Failure (Curta-metragem)
- 2013 - Center Jenny
- 2014 - About Alex
- 2014 - Addicted To Fresno
- 2014 - Playing It Cool
- 2014 - Life After Beth
- 2014 - Ned Rifle
- 2014 - Grumpy Cat's Worst Christmas Ever
- 2015 - The Driftless Area
- 2016 - Joshy
- 2016 - Mike and Dave Need Wedding Dates
- 2016 - Dirty Grandpa
- 2016 - The Pistol Shrimps
- 2017 - Ingrid Goes West
- 2017 - Take My Nose... Please!
- 2017 - The Little Hours
- 2018 - An Evening With Beverly Luff Linn
- 2019 - Child's Play
- 2019 - The Ark and the Aardvark
- 2020 - Happiest Season
- 2020 - Black Bear	Allison
- 2021 - Best Sellers
- 2021 - King Knight
- 2022 - Emily the Criminal	Emily Benetto
- 2022 - Spin Me Round
- 2023 - Operation Fortune: Ruse de Guerre
- 2024 - My Old Ass
- 2024 - Megalopolis	Wow Platinum
- 2025 - Animal Friends

### Televisão
- 2006 - 30 Rock
- 2009-2015 - Parks and Recreation
- 2011 - Portlandia
- 2011 - Food Network Star
- 2012 - NTSF:SD:SUV::
- 2013-2014 - The Legend of Korra
- 2013-2016 - Drunk History
- 2013 - Maron
- 2014-2015 - Welcome to Sweden
- 2015 - Golan the Insatiable
- 2015 - Castle
- 2016 - SpongeBob SquarePants
- 2016 - Comedy Bang! Bang!
- 2016 - RuPaul's Drag Race All Stars
- 2016 - HarmonQuest
- 2016-2017 - Criminal Minds
- 2017-2019 - Legion
- 2017-2019 - Easy
- 2018 - The Joker's Wild
- 2019 - 34th Independent Spirit Awards
- 2019–2020 - Crank Yankers
- 2020 - 35th Independent Spirit Awards
- 2020 - Muppets Now
- 2020 - A Parks and Recreation Special
- 2020 - Sarah Cooper: Everything's Fine
- 2021 - Cinema Toast
- 2021 - Calls
- 2021 - Duncanville
- 2022 - The White Lotus
- 2022 - Little Demon
- 2022 - The Simpsons
- 2023 - Scott Pilgrim Takes Off
- 2024 - Monsters at Work
- 2024 - Agatha All Along

## Vida pessoal

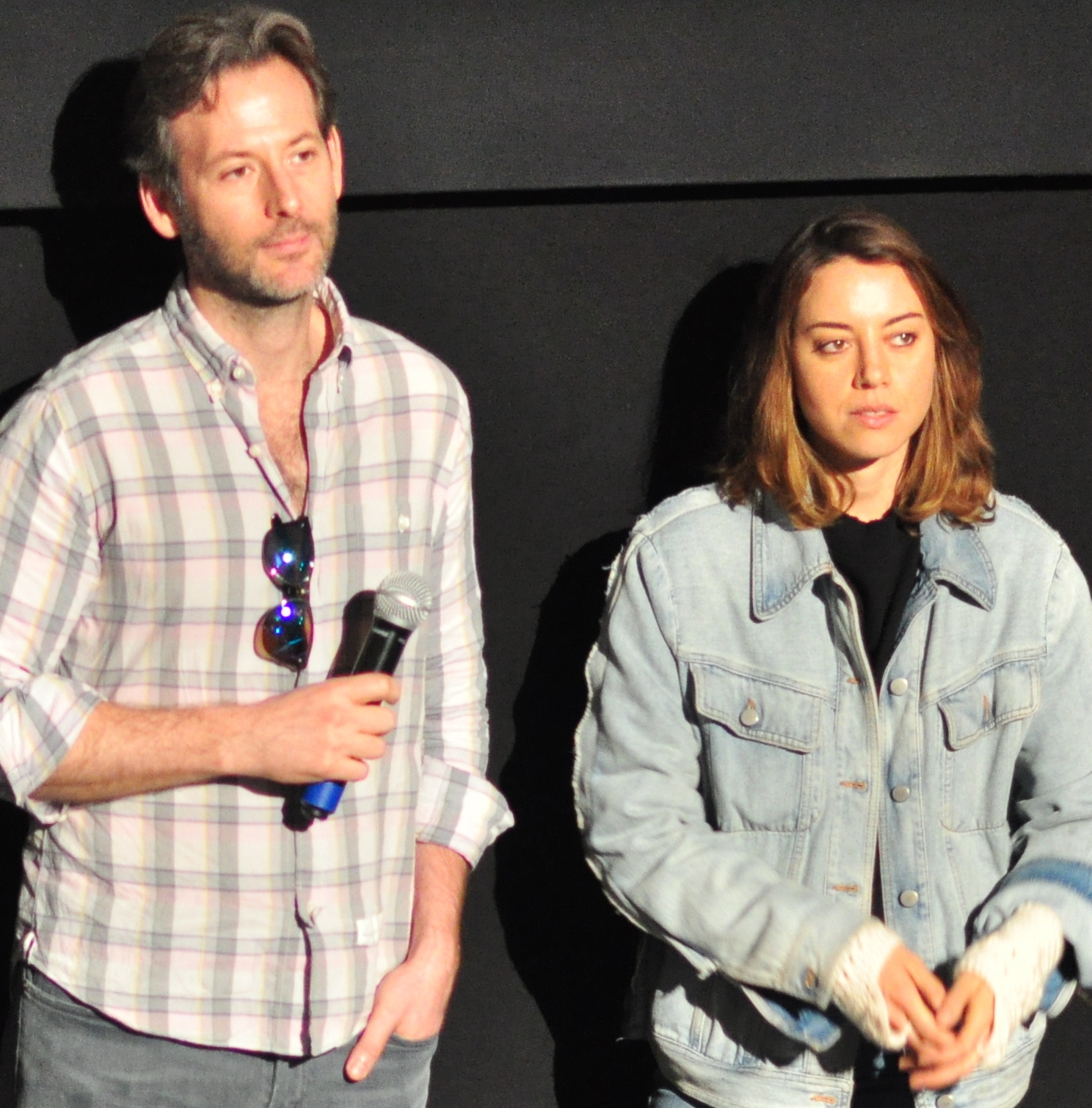
Plaza e seu marido Jeff Baena no Festival Internacional de Cinema de Seattle em 2017.

Em 2016, Aubrey afirmou ser bissexual. Desde 2011, Aubrey Plaza estava em um relacionamento sério com o roteirista e diretor Jeff Baena. Eles viveram em Los Angeles, Califórnia, e estavam formalmente casados desde 2021.
Plaza teve um derrame quando tinha 20 anos, que causou paralisia temporária e afasia expressiva temporária. Vários anos depois, ela teve um ataque isquêmico transitório enquanto estava no set de Parks and Recreation. Plaza afirmou que sofre de ansiedade social.